# Ribamontán al Monte
Ribamontán al Monte è un comune spagnolo di 2.081 abitanti situato nella comunità autonoma della Cantabria. Si trova al centro della comarca di Trasmiera e il suo territorio è coratterizzato da praterie solcate dal fiume Pontones che qui nasce ed è affluente del Miera.
Formano il comune gli otto nuclei abitati di Anero, Cubas, Hoz de Anero, Liermo, Omoño, Las Pilas, Pontones, Villaverde de Pontones. Il capoluogo è Hoz de Anero che dista 27 km dalla capitale della Cantabria Santander.
Durante la prima metà del secolo scorso Ribamontán al Monte ebbe un notevole aumento di popolazione passando dai 2.132 abitanti del 1900 ai 2.873 del 1950, però da allora la tendenza di crescita s'invertì e il numero degli abitanti iniziò a diminuire fino ai 1.991 registrati nel 2000. Questo calo, ormai arrestatosi, è stato determinato dalla emigrazione di molti giovani verso luoghi che offrivano possibilità di lavoro meglio retribuite e condizioni di vita diverse da quelle rurali, ciò ha anche determinato un invecchiamento della popolazione la cui età media è di 43 anni indice di prevalenza degli anziani sui giovani ed ovviamente calo del tasso di natalità.
L'economia locale si bassa sull'agricoltura e sulla ganaderia cioè sull'allevamento e commercio del bestiame che assorbono il 26,2% della popolazione attiva, mentre l'edilizia ne impiega il 12,6%, l'industria il 12,5% e il settore terziario (commercio e servizi) il 48,6%.

## Storia
Il giacimento archeologico del Monte de la Gorma ha fornito molti reperti che permettono di affermare che in questo comune la presenza umana fu costante dal Paleolitico al Medioevo. Scarse le testimonianze lasciate dalla dominazione romana come in tutta la comarca.
I primi documenti scritti comprovanti l'esistenza dei borghi che compongono il comune di Ribamontán al Monte risalgono ai secoli XI e XII. Agli inizi del XIII secolo si sa che erano unità amministrative della Junta de Ribamntán, una delle cinque che formavano la Marindad de Trasmiera che aveva centro in Hoz de Anero, e che fu inserita dai Re Cattolici Isabella e Ferdinando nel Corregimiento de las cuatro Villas de la Costa de la Mar, distretto retto dal corregidor di nomina reale. Le popolazioni dei diversi centri erano costituite da "uomini liberi" che eleggevano i propri capi che godevano del potere amministrativo sotto il controllo del corregidor che rappresentava il sovrano essendo il territorio in regime di realengo, cioè dipendente direttamente dal re. Il corregidor esercitava il governo politico, giudiziale ed erariale. Questo regime durò fino al cosiddetto "Triennio liberale" in cui praticamente si abolì il regime feudale e precisamente nel 1822, sciogliendosi e dividendosi in due la Junta de Ribamontán, si formarono i due distinti comuni costituzionali di Ribamontán al Mar e di Anero, che nel 1835 prese il nome di Ribamontán al Monte con capoluogo Hoz de Anero appartenendo al distretto giudiziale (partido judicial) di Liérganes, poi di Entrambasaguas, di Santoña, poi di Santander e infine nuovamente di Santoña.
Alla fine del XIX secolo fu costruita la linea ferroviaria Santander - Bilbao che passa per il territorio comunale.

## Monumenti e luoghi d'interesse
- Monte de la Garma, con diverse caverne e grotte d'interesse speleologico e archeologico.
- Necropoli di Orna, a Cubas, dove furono trovate diverse tombe e stele a forma di disco con una base rettangolare perché possano restare verticali, caratteristiche della Cantabria, anche di grandi dimensioni e che non si sa ancora a cosa fossero destinati (ricordando che i Celti adoravano il sole, alcuni affermano che rappresentino appunto il dio sole).
- Santa Maria de Toraya, chiesa dei secoli XV-XVI a Hoz de Anero.
- San Felix, chiesa dei secoli XV-XVII anch'essa a Hoz.
- Santa Maria de las Pilas, del XVIII secolo a Hoz.
- San Abdrés, dei secoli XVII-XVIII ad Omoño.
- San Martin, del secolo XVII a Liermo.
- Santo Tomás, dei secoli dal XVI al XVIII a Villaverde de Pontones.
- San Juan Bautista, dei secoli XV-XVI a Pontones.
- Nuestra Señora del Rosario, del XIX secolo a Cubas.
- Ermita de San Roque, dei secoli XVII-XVIII ad Anero.
- Ermita de la Magdalena, del XVII secolo a Hoz de Anero.
- Ermita de la Virgen del Camino, dei secoli XVII-XVIII ad Anero.
- Capilla Santuario del Carmen, del XVIII secolo a Pontones.
- Ermita de San Pedro, del 1846 a Cubas.
- Convento de San Antonio, a Hoz de Anero.
- Casa de Geronimo de la Vega Acebedo, del XVI secolo trasformata nel 1677 a Hoz de Avero.
- Casona y Capilla de Gandara, del XVII secolo a Cubas.
- Casa Y Capilla de la Concepcion, del XVII secolo a Hoz de Anero.
- Casa de garcia de Horna, del 1627 ad Omoño.
- Casa de Francisco Villa, del 1627 ad Omoño.
- Casa de Pedro Ezquerra de Rozas, del 1612 ad Omoño.

## Feste
La Cabalgata de Reyes del 5 gennaio, festa comune a molte località spagnole che celebra l'arrivo dei Re Magi accompagnati e preceduti da scudieri a cavallo e dai dignitari delle loro corti in carrozze ornate come pure quelle dei Re Magi. La cabalgata parte da Omoño e va in diverse località del comune. San Antonio si festeggia il 13 giugno a Villaverde, San Isidro Labrador il 15 giugno a Hoz de Anero, Santo Tomás il 3 luglio a Villaverde, Santa Magdalena il 22 luglio a Las Pilas, Santa Ana il 26 luglio a Cubas San Felix il 1º agosto a Hoz de Anero, dove si celebrano anche Nuestra Señora de las Nieves il 5 agosto, San Pancracio il 6 agosto e in questi due giorni si fa anche una romeria, San Roquin il 17 agosto e San Lucas il 19 ottobre. L'11 novembre a Liermo si celebra San Martin, il 30 novembre San Andrés ad Omoño e il 13 dicembre Santa Lucia a Las Pilas.